# Drama (Bananarama)
Drama è un album del gruppo femminile britannico pop / dance delle Bananarama, pubblicato nel 2005 nel Regno Unito e l'anno seguente negli Stati Uniti.

## Il disco
Si tratta del nono album di studio per la band (raccolte escluse), il quarto pubblicato come duo. Il lavoro comprende 11 tracce inedite, un nuovo remix del loro successo più noto, la cover di Venus degli Shocking Blue, che nel 1986 regalò loro il Numero 1 della classifica americana e la Top 10 in moltissimi altri paesi, realizzato da Marc Almond dei Soft Cell, e un altro remix, realizzato nel 2005, di uno dei loro primissimi successi in formato singolo, un'altra cover, intitolata "Really Saying Something", originariamente un bootleg, poi diventato un grande successo nei club underground, prodotto da Solasso.
L'album rappresenta un vero e proprio ritorno per i due membri fondatori delle Bananarama, Keren Woodward e Sara Dallin. Il primo singolo estratto, Move in My Direction, è entrato prepotentemente nella classifica britannica al Numero 14, interrompendo un'assenza nella UK Top 40 che durava dal 1993, con il brano "More, More, More". Anche il secondo singolo, "Look on the Floor (Hypnotic Tango)", è entrato nella UK Top 40, arrivando al Numero 26 e piazzandosi anche al Numero 2 nella classifica USA Dance, come prodotto d'importazione, diventando il più grande successo dance per le Bananarama dopo "Venus" due decenni prima.
Il long playing comprende per lo più pezzi in stile dance-pop e eurodance, con elementi synthpop. Pubblicato nel Regno Unito, nel 2005, l'album non è riuscito ad andare oltre il Numero 169 nella relativa classifica britannica. Nel 2006, è stato pubblicato negli USA, sia nei negozi che come download digitale, piazzandosi al Numero 21 nella classifica statunitense dedicata da Billboard ai cosiddetti Top Electronic Albums, ma non è riuscito ad entrare nella classifica americana pop principale, la Billboard Hot 200.
Anche se non estratti in formato singolo, altri due brani hanno ricevuto una massiccia diffusione in rete, soprattutto grazie a YouTube: il tormentone dance "Your Love Is Like a Drug" e la chicca acustica "Middle of Nowhere", uno dei pezzi più vecchi del lavoro. Il long playing non è mai uscito in Italia, dove è arrivato soltanto un CD singolo d'importazione di "Move in My Direction", il primo estratto in Gran Bretagna, nonostante le numerose richieste dei fans italiani.
Comprende il remix di "Venus"
 di Marc Almond.
3 (2+1) singoli estratti:
- "Move in My Direction"
- "Look on the Floor (Hypnotic Tango)"

+
- "Really Saying Something" (Solasso bootleg mix)

2 videoclip realizzati:
- "Move in My Direction"
- "Look on the Floor (Hypnotic Tango)"

## Tracce
1. Move in My Direction – 3:20
2. Look on the Floor (Hypnotic Tango) – 3:26
3. Waterfall – 4:18
4. Frequency – 3:30
5. Feel for You – 3:28
6. Don't Step on My Groove – 3:06
7. Middle of Nowhere – 3:46
8. I Love the Way – 4:18
9. Lovebite – 3:32
10. Rules of Attraction – 3:16
11. Your Love Is Like a Drug – 4:40
12. Venus (Marc Almond's Hi-NRG Showgirls Mix) – 6:04
13. Really Saying Something (Solasso Bootleg Mix) – 5:58

## Classifiche

### Album
| Classifica (2005-2006)    | Posizione più alta |
| ------------------------- | ------------------ |
| UK Albums Chart           | 169                |
| USA Top Electronic Albums | 21                 |

### Singoli
| Anno | Singolo                                            | UK Singles Chart | USA Dance | Australia | Germania |
| ---- | -------------------------------------------------- | ---------------- | --------- | --------- | -------- |
| 2005 | "Really Saying Something" (Solasso vs. Bananarama) | -                | -         | -         | -        |
| 2005 | "Move in My Direction"                             | 14               | 14        | 41        | 93       |
| 2005 | "Look on the Floor (Hypnotic Tango)"               | 26               | 2         | 95        | -        |